# 雅各布·费恩利
雅各布·费恩利（Jacob Fearnley，2001年7月15日—），英国男子网球运动员。
费恩利现在在ATP挑战巡回赛有1个单打和1个双打冠军，在ITF男子世界网球巡回赛上有2个单打和2个双打冠军。

## 大学网球
费恩利在德克萨斯州沃斯堡的德克萨斯基督教大学（TCU），在教练大卫·罗迪蒂的指导下打大学网球。在TCU，他四年都获得了Big 12联盟和全美最佳阵容的荣誉，带领TCU角蛙网球队在2022年和2023年连续两年获得美国校际网球协会室内全国锦标赛（ITA Indoor National Championships）冠军，并在2024年带领学校首次获得NCAA一级网球男子单打冠军。

## 职业网球
他在2023年诺丁汉网球公开赛上赢得了他的首个ATP挑战赛双打冠军，并获得了2023年温布尔登网球锦标赛双打外卡。
他在2024年诺丁汉网球公开赛赢得了他的第一个挑战赛单打冠军，这只是费恩利第二次出现在ATP挑战赛正赛中。
排名第270的他以外卡身份在2024年伊斯特本网球国际赛上首次亮相ATP巡回赛。他在首轮输给了同胞兼外卡选手比利·哈里斯。随后他还获得了2024年温布尔登网球锦标赛的单打外卡，在他的大满贯单打首秀中，首轮战胜了同样在大满贯首次亮相的亚历杭德罗·莫罗·卡尼亚斯，在第二轮输给了诺瓦克·德约科维奇。

## ATP挑战赛决赛

### 单打: 1 (冠军)
| 结果 | 胜-负 | 日期      | 巡回赛                 | 级别   | 场地 | 对手          | 比分          |
| ---- | ----- | --------- | ---------------------- | ------ | ---- | ------------- | ------------- |
| 胜   | 1–0   | 2024年6月 | 诺丁汉网球公开赛, 英国 | 挑战赛 | 草地 | 查尔斯·布鲁姆 | 4–6, 6–4, 6–3 |

### 双打: 1 (1 冠军)
| 结果 | 胜-负 | 日期      | 巡回赛                 | 级别   | 场地 | 搭档          | 对手                    | 比分                  |
| ---- | ----- | --------- | ---------------------- | ------ | ---- | ------------- | ----------------------- | --------------------- |
| 胜   | 1–0   | 2023年6月 | 诺丁汉网球公开赛, 英国 | 挑战赛 | 草地 | 约翰努斯·蒙代 | 利安·布鲁迪 乔尼·奥马拉 | 6–3, 6–7(6–8), [10–7] |